# Vláda Ľudovíta Ódora
Vláda Ľudovíta Ódora byla od května do října 2023 vláda na Slovensku. Jednalo se o tzv. úřednickou vládu, jejíž předsedou byl ekonom Ľudovít Ódor. Byla jmenována 15. května 2023 prezidentkou Zuzanou Čaputovou po rozpadu koalice a následném pádu vlády Eduarda Hegera. V úřadu setrvala do jmenování čtvrté vlády Roberta Fica, vzniklé po parlamentních volbách v září 2023. 15. června 2023 na hlasování parlamentu vládě nebyla vyslovena důvěra, do předčasných voleb však jako úřednická vládla vládla nadále.

## Složení vlády
| Úřad                                                   | Člen vlády                     | Strana | Strana      | Nástup do úřadu   | Odchod z úřadu    |
| ------------------------------------------------------ | ------------------------------ | ------ | ----------- | ----------------- | ----------------- |
| Předseda vlády                                         | Ľudovít Ódor                   |        | nestraník   | 15. května 2023   | 25. října 2023    |
| Místopředsedkyně vlády pro plán obnovy a eurofondy     | Lívia Vašáková                 |        | nestranička | 15. května 2023   | 25. října 2023    |
| Ministr investic, regionálního rozvoje a informatizace | Peter Balík                    |        | nestraník   | 15. května 2023   | 25. října 2023    |
| Ministr financí                                        | Michal Horváth                 |        | nestraník   | 15. května 2023   | 25. října 2023    |
| Ministr hospodářství                                   | Peter Dovhun                   |        | nestraník   | 15. května 2023   | 25. října 2023    |
| Ministr vnitra                                         | Ivan Šimko                     |        | nestraník   | 15. května 2023   | 19. července 2023 |
| Ministr vnitra                                         | Ľudovít Ódor (pověřen řízením) |        | nestraník   | 19. července 2023 | 25. října 2023    |
| Ministr zdravotnictví                                  | Michal Palkovič                |        | nestraník   | 15. května 2023   | 25. října 2023    |
| Ministr obrany                                         | Martin Sklenár                 |        | nestraník   | 15. května 2023   | 25. října 2023    |
| Ministr zemědělství a rozvoje venkova                  | Jozef Bíreš                    |        | nestraník   | 15. května 2023   | 25. října 2023    |
| Ministr životního prostředí                            | Milan Chrenko                  |        | nestraník   | 15. května 2023   | 25. října 2023    |
| Ministryně kultury                                     | Silvia Hroncová                |        | nestranička | 15. května 2023   | 25. října 2023    |
| Ministr dopravy                                        | Pavol Lančarič                 |        | nestraník   | 15. května 2023   | 25. října 2023    |
| Ministryně práce, sociálních věcí a rodiny             | Soňa Gaborčáková               |        | nestranička | 15. května 2023   | 25. října 2023    |
| Ministr školství, vědy, výzkumu a sportu               | Daniel Bútora                  |        | nestraník   | 15. května 2023   | 25. října 2023    |
| Ministryně spravedlnosti                               | Jana Dubovcová                 |        | nestranička | 15. května 2023   | 25. října 2023    |
| Ministr zahraničních věcí a evropských záležitostí     | Miroslav Wlachovský            |        | nestraník   | 15. května 2023   | 25. října 2023    |

### Počet členů podle navrhujících subjektů
| - nezávislí | 16 |